# Samuel Schultze
Samuel Thomasson Schultze, född 1698, död 1778, var en svensk vetenskapsman. Han valdes in som medlem i Kungliga Vetenskapsakademien (KVA) nummer 81 och var dess preses (ordförande) andra kvartalet år 1750 och andra kvartalet 1762 . 
Han var kamrer i Bergskollegium och framställde till KVA tre skrifter: "Tankar om Landtbrukets uppodlande genom gödsels samlande i städerna" (1742:250), "Försök med svenskt bohvete" (1747:234) och "Rön om himmelskornet" (1749:47). Han är dock mest känd som författare till boken "Den Swenske Fiskaren eller Wälment Underrättelse om det i Sverige nu för tiden brukeliga Fiskeri jemte Beskrifning på de bekanta Fiskar och Fiskeredskap" utgiven år 1778. Denna bok har blivit nytryckt i faksimilupplaga av bland annat Carolina Rediviva-biblioteket i Uppsala år 1969.